# Parque Nacional do Araguaia
O Parque Nacional do Araguaia foi criado durante o Governo Juscelino Kubitschek, em 31 de dezembro de 1959, no norte do Goiás, atualmente Tocantins.
Inicialmente, o Parque Nacional do Araguaia ocupava toda a área da Ilha do Bananal, cerca de 2 milhões de hectares. Atualmente, após duas mudanças em seus limites, o Parque Nacional ocupa uma área equivalente a cerca de 562 mil hectares.
Está localizado no terço norte da Ilha do Bananal, sudoeste do Estado do Tocantins, abrangendo parte dos municípios de Pium e Lagoa da Confusão.
O Parque Nacional do Araguaia está situado em uma faixa de transição entre Floresta Amazônica, Cerrado e Pantanal, é constituído por diversas espécies da fauna, presentes nestes três biomas, além de uma cobertura vegetal bastante diversificada, apresentando vários cenários naturais de raras belezas. Esta unidade de conservação deve propiciar não somente o recebimento de turistas e visitantes, mas também a conservação da alta taxa de diversidade biológica presente e garantir os direitos das populações indígenas residentes no seu interior.
Hoje, o Parque Nacional do Araguaia é administrado pelo Instituto Chico Mendes de Conservação da Biodiversidade (ICMBio), por meio do escritório local localizado na cidade de Pium, Tocantins. 

## História
- 17 de dezembro de 1959 - Lei Estadual 2.370 de Goiás autoriza a doação da Ilha do Bananal para União, com o objetivo de criar o Parque Nacional do Araguaia.
- 31 de dezembro de 1959 - Presidente Juscelino Kubitschek cria o Parque Nacional do Araguaia.
- 1 de março de 1973 - Presidente Emílio Garrastazu Médici promulga Decreto 71.879, que reduz a área do Parque Nacional do Araguaia para cerca de 1/3 da área original, na ponta norte da ilha do Bananal. É criado o Parque Indígena do Araguaia, que passa a ocupar os 2/3 restantes.
- 24 de junho de 1980 - Presidente João Figueiredo, através do Decreto 84.844, altera novamente os limites do Parque Nacional do Araguaia, ampliando para os atuais 562.312 hectares.
- 18 de abril de 2006 - Presidente Luiz Inácio Lula da Silva assina decreto homologando a Terra Indígena Inãwébohona dos índios Karajá e Javaé, no interior do Parque Nacional do Araguaia, que passa a estar submetido ao regime jurídico de dupla afetação em 2/3 de sua área.